# Раздольненский сельсовет (Амурская область)
Раздо́льненский сельсове́т — сельское поселение в Тамбовском районе Амурской области.
Административный центр — село Раздольное.

## История
11 июня 2005 года в соответствии с Законом Амурской области № 29-ОЗ муниципальное образование наделено статусом сельского поселения.

## Население
| 2002  | 2010  | 2011  | 2012  | 2013  | 2014  | 2015  |
| ----- | ----- | ----- | ----- | ----- | ----- | ----- |
| 2263  | ↗2422 | ↗2423 | ↘2371 | ↘2344 | ↘2327 | ↘2310 |
| 2016  | 2017  | 2018  | 2021  |       |       |       |
| ↗2313 | ↘2300 | ↘2277 | ↗2324 |       |       |       |

## Состав сельского поселения
| № | Населённый пункт | Тип населённого пункта       | Население |
| - | ---------------- | ---------------------------- | --------- |
| 1 | Гильчин          | село                         | ↗381      |
| 2 | Раздольное       | село, административный центр | ↗1859     |
| 3 | Рощино           | село                         | ↘146      |